# Phaonia inenarrabilis
Phaonia inenarrabilis este o specie de muște din genul Phaonia, familia Muscidae, descrisă de Huckett în anul 1965. Conform Catalogue of Life specia Phaonia inenarrabilis nu are subspecii cunoscute.